# USS Dorado (SS-248)
USS Dorado (SS-248) – amerykański okręt podwodny typu Gato, pierwszego masowo produkowanego wojennego typu amerykańskich okrętów podwodnych. Okręt został zatopiony 12 października 1943 w pobliżu Kanału Panamskiego prawdopodobnie w wyniku zbombardowania przez operujący z Guantanamo własny PBM Mariner.